# Han Hyo-joo
Han Hyo-joo (sinh ngày 22 tháng 2 năm 1987) là một nữ diễn viên nổi tiếng người Hàn Quốc, được biết đến qua các tác phẩm Iljimae (2008), Người Thừa Kế Sáng Giá (2009), Dong Yi (2010),  Always (2011), Love 911 (2012), Cold Eyes (2013), The Beauty Inside (2015), Hai Thế Giới (2016), Hạnh Phúc: Chung Cư Có Độc (2021) và Moving (2023). Năm 2010, cô thắng giải Daesang của đài MBC với bộ phim truyền hình Dong Yi. Cũng với Dong Yi, Han Hyo Joo xuất sắc giành được danh hiệu Thị Hậu - Nữ diễn viên chính xuất sắc nhất (Truyền hình) tại Giải thưởng Nghệ thuật Baeksang lần thứ 47 vào năm 2011 khi mới 24 tuổi. Năm 2013, cô đã đạt được giải thưởng danh giá Nữ diễn viên chính xuất sắc nhất tại Giải thưởng Điện ảnh Rồng Xanh lần thứ 34 với vai diễn trong bộ phim điện ảnh Cold Eyes (2013) khi tuổi đời còn rất trẻ.

## Cuộc đời
Han Hyo Joo sinh ra và lớn lên tại Cheongju, tỉnh Bắc Chungcheong. Mẹ cô từng là giáo viên tiểu học trước khi trở thành thanh tra công trường. Cha cô từng là sĩ quan không quân. Lúc bé, Han Hyo Joo giỏi thể thao, đặc biệt là điền kinh. Năm hai trung học, cô chuyển đến Seoul một mình và theo học trường Trung học Bulgok, bất chấp sự phản đối gay gắt của cha. Sau đó cô theo học tại trường Đại học Dongguk - Khoa Sân khấu điện ảnh.

## Sự nghiệp

### 2003 – 2006: Khởi đầu
Han Hyo Joo được phát hiện qua một cuộc thi sắc đẹp thiếu niên, tổ chức bởi tập đoàn thực phẩm Binggrae vào năm 2003. Cô bắt đầu sự nghiệp diễn xuất với phim sitcom Nonstop 5 (2005) và phim điện ảnh hài My Boss, My Teacher (2006). Tên tuổi của Han Hyo Joo càng thêm nổi tiếng kể từ sau vai chính đầu tiên trong bộ phim truyền hình Điệu Valse Mùa Xuân (Spring Waltz) năm 2006, phim thứ tư và cũng là phim cuối cùng trong loạt phim tình yêu bốn mùa của đạo diễn nổi tiếng Yoon Seok Ho..
Cũng trong năm 2006, cô được đảm nhận vai chính đầu tiên trên màn ảnh rộng trong bộ phim độc lập kinh phí thấp Ad-lib Night của đạo diễn Lee Yoon Ki. Phim đã được chọn trình chiếu tại Liên hoan phim quốc tế Berlin lần thứ 57. Ở tác phẩm điện ảnh đầu tay này, Han Hyo Joo đã nhận được giải thưởng Nữ diễn viên mới xuất sắc nhất tại Giải thưởng Hiệp hội phê bình phim Hàn Quốc lần thứ 26 và giải thưởng Nữ diễn viên xuất sắc nhất tại Liên hoan phim quốc tế Singapore lần thứ 20.

### 2007 – 2010: Vai diễn đột phá và gặt hái danh tiếng tầm quốc tế
Sau đó, cô tiếp tục tham gia hai dự án phim truyền hình cực kì thành công là phim dài tập chiếu hằng ngày Như trên Thiên đường và Mặt đất (2007) cùng Park Hae Jin và phim truyền hình cổ trang Huyền thoại Iljimae (2008) cùng Lee Joon Gi. Cả hai bộ phim đều đạt rating cao, từ đó giúp tên tuổi của cô trở nên nổi tiếng hơn và cũng đánh dấu thành công bước đầu của cô tại địa hạt truyền hình. Cùng năm 2008, trong lĩnh vực điện ảnh, cô tham gia vào một bộ phim độc lập khác là Ride Away, phim được ra mắt tại Liên hoan phim quốc tế Jeonju năm 2008.
Năm 2009, Han Hyo Joo tham gia bộ phim hợp tác giữa Hàn Quốc và Nhật Bản Người Đưa Thư Đến Từ Thiên Đường (Heaven's Postman) cùng ca sĩ Jae Joong của nhóm nhạc TVXQ (bây giờ là JYJ). Đây là một bộ phim thuộc dòng phim Tele Cinema, được phát hành trên cả truyền hình lẫn rạp chiếu. Sau vài lần trì hoãn, phim đã ra rạp vào cuối năm 2009 và phát sóng trên kênh SBS vào năm 2010.
Han Hyo Joo có vai diễn đột phá trong bộ phim truyền hình Người Thừa Kế Sáng Giá, đóng vai chính cùng Lee Seung Gi. Bộ phim gây tiếng vang lớn vào năm 2009, đạt rating cao nhất lên đến 47.1% . Bộ phim này đã đưa Han Hyo Joo trở thành ngôi sao, và sau khi bộ phim kết thúc, cô không ngừng được mời tham gia các chương trình quảng cáo và phỏng vấn truyền thống, cũng như tên tuổi của cô ngày càng nổi tiếng ở châu Á. Cùng năm đó, Han Hyo Joo tham gia phim ca nhạc Soul Special cùng K.Will. Phim được trình chiếu với 12 phần, mỗi phần 5 phút trên Internet và được phát sóng thành 4 phần trên kênh cáp KBS Joy.
Năm 2010, Han Hyo Joo nhận vai nữ chính trong dự án phim truyền hình kỉ niệm 49 năm ngày thành lập đài truyền hình MBC mang tên Dong Yi. Bộ phim gặt hái thành công lớn và trở thành cơn sốt không những tại Hàn Quốc mà còn tại các quốc gia châu Á khác. Han Hyo Joo đã đoạt được nhiều giải thưởng diễn xuất nhờ vai diễn Thôi Thục Tần trong Dong Yi, bao gồm giải Daesang tại Giải thưởng phim truyền hình MBC năm 2010 và giải thưởng Nữ diễn viên xuất sắc nhất hạng mục phim truyền hình (Thị hậu) tại Giải thưởng Nghệ thuật Baeksang lần thứ 47.

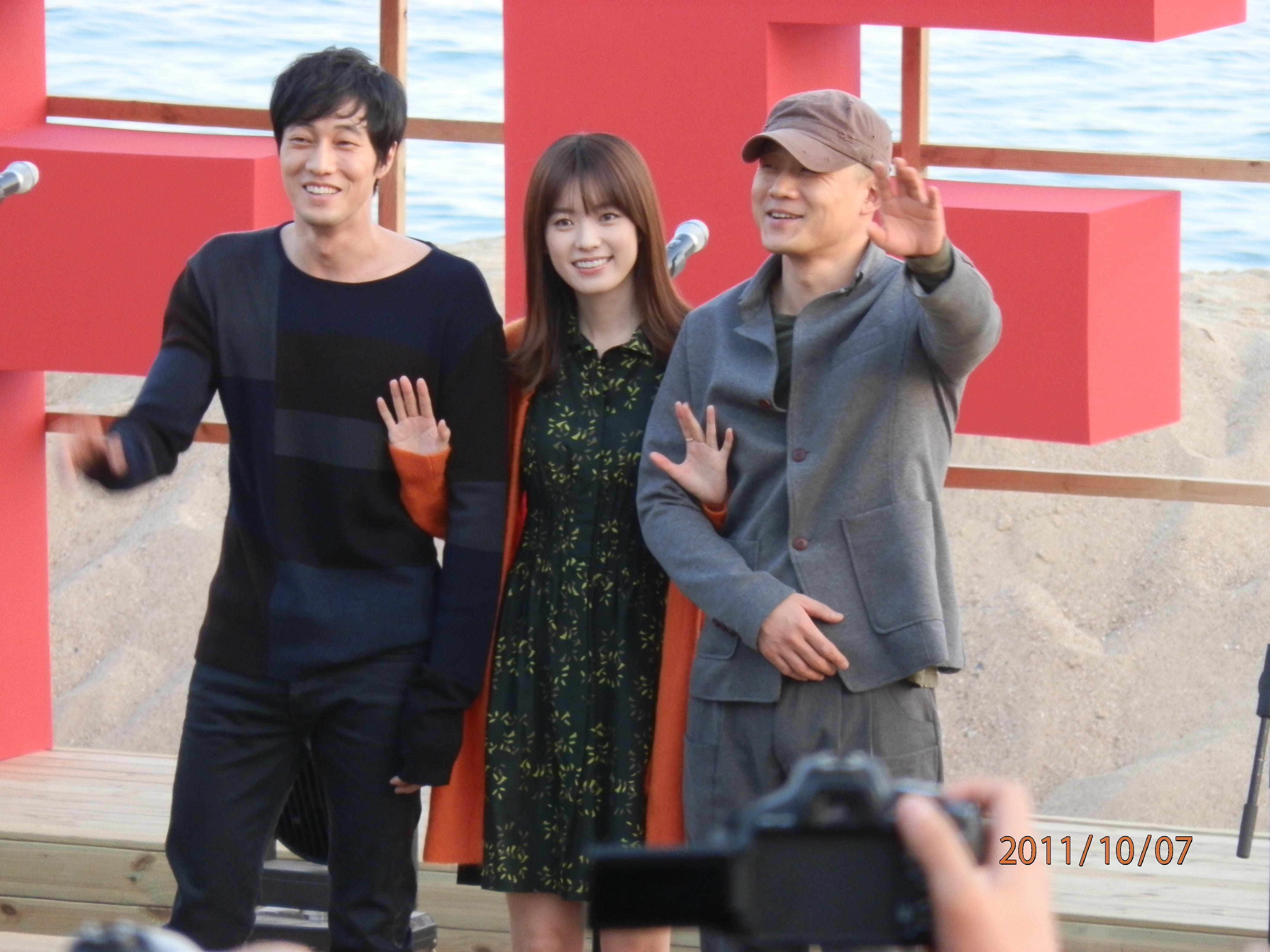
Han Hyo Joo và So Ji Sub trong buổi phỏng vấn ra mắt phim Always

### 2011 – 2015: Tập trung vào mảng điện ảnh
Năm 2011, Han Hyo Joo đảm nhận vai diễn là một điện thoại viên khiếm thị Ha Jung Hwa bên cạnh tài tử So Ji Sub trong bộ phim điện ảnh tình cảm Always (Only You) của đạo diễn Song Il Gon. Đây là vai chính đầu tiên của cô ở dòng phim thương mại, bộ phim được trình chiếu mở màn tại Liên hoan phim quốc tế Busan năm 2011. Cùng năm đó, Han Hyo Joo tham gia lồng tiếng bộ phim Nhật Bản My Back Page, phiên bản cho người khiếm thị, khiếm thính.
Năm 2012, Han Hyo Joo hóa thân vào vai vương phi của vua Quang Hải Quân (Lee Byung Hun) trong bom tấn điện ảnh cổ trang mang tên Hoàng Đế Giả Mạo (Masquerade). Bộ phim đã thu hút hơn 12 triệu lượt vé tại Hàn Quốc và trở thành một trong những phim điện ảnh Hàn Quốc có doanh thu cao nhất mọi thời đại. Cuối năm 2012, cô tiếp tục với phim điện ảnh Love 911, kể về câu chuyện tình yêu giữa nữ bác sĩ Mi Soo và anh lính cứu hoả Kang Il (Go Soo đóng).
Năm 2013, Han Hyo Joo tiếp tục xuất hiện cùng Sol Kyung Gu và Jung Woo Sung trong phim hành động Cold Eyes, làm lại từ phim Eye in the Sky của Hồng Kông. Khi ra mắt bộ phim nhanh chóng thống trị phòng vé và trở thành bộ phim nội địa thành công nhất năm 2013. Nhờ bộ phim này, cô nhận được ngợi khen về khả năng diễn xuất và đã đoạt được hai giải thưởng Nữ diễn viên chính xuất sắc nhất hạng mục phim điện ảnh (Ảnh Hậu) tại Giải thưởng Điện ảnh Rồng Xanh và Buil Film Awards
Năm 2014, Han Hyo Joo và Go Soo tái hợp cùng nhau trong bộ phim nghệ thuật Myohyangsangwan (Cảnh núi Myohyang). Bộ phim nói về cuộc hẹn hò giữa một họa sĩ Bắc Triều Tiên và một nữ bồi bàn Nam Hàn. Bộ phim ngắn này là hoạt động cộng tác giữa hai nghệ sĩ đương đại Moon Kyung Won và Jeon Joon Ho. Phim có cốt truyện mang tính kịch nghệ, hình ảnh thể nghiệm cùng nghệ thuật trình diễn và khiêu vũ.
Cùng năm, cô vươn ra thị trường quốc tế với bộ phim Nhật Bản đầu tay, Miracle: Debikuro-kun no Koi to Maho (Miracle Devil Claus' Love and Magic), của đạo diễn Isshin Inudo. Lấy bối cảnh mùa Giáng sinh, Phim là câu chuyện tình yêu của một nhân viên hiệu sách (Masaki Aiba, thành viên nhóm nhạc nam J-pop Arashi thủ vai).
Năm 2015, Han Hyo Joo trở lại thị trường Hàn Quốc với phim âm nhạc C'est Si Bon. Bộ phim tái hiện những thăng trầm của nhóm nhạc đồng quê Twin Folio, hoạt động từ những năm 1960 đến những năm 1980. C'est Si Bon là tên của một sân khấu âm nhạc tại Mugyo-dong vào những năm 1970, nổi tiếng bởi những màn trình diễn trực tiếp, đây là nơi Twin Folio khởi nghiệp. Trong phim, Han Hyo Joo vào vai Min Ja Young, nàng thơ của nhóm. Cùng năm, cô tiếp tục đảm nhận vai nữ chính Yi Soo trong bộ phim điện ảnh tình cảm The Beauty Inside (Vẻ Đẹp Tâm Hồn). Bộ phim nói về câu chuyện tình giữa Woo Jin, một anh chàng kỹ sư thiết kế có diện mạo thay đổi mỗi ngày và một cô nhân viên cửa hàng nội thất Yi Soo. Vai diễn này đã mang về cho cô các đề cử Nữ diễn viên chính xuất sắc nhất tại hệ thống Giải thưởng Grand Slam của Hàn Quốc bao gồm 3 giải: Chuông Vàng (Giải Đại Chung), Rồng Xanh và Baeksang.

### 2016 – Hiện tại: Hoạt động song song ở cả điện ảnh và truyền hình. Tham gia vào Hollywood
Năm 2016, Han Hyo Joo tiếp tục hợp tác với hai bạn diễn trước đó của cô trong The Beauty Inside là Chun Woo Hee và Yoo Yeon Seok trong bộ phim điện ảnh Love, Lies. Bộ phim xoay quanh cuộc đời của nàng ca kỹ Hàn Quốc So Yul trong thời kỳ Nhật Bản chiếm đóng vào những năm 1940. Trong phim, cô bị bạn thân và người yêu phản bội nên dần trở nên đố kị và quyết định tìm mọi cách để trả thù họ, đây cũng là vai diễn phản diện đầu tiên của cô trong sự nghiệp. Cùng năm, Han Hyo Joo quay trở lại màn ảnh nhỏ với vai diễn bác sĩ Oh Yeon Joo trong bộ phim truyền hình W - Two Worlds (Hai Thế Giới) đóng cùng Lee Jong Suk. Bộ phim rất được kỳ vọng vì đánh dấu sự trở lại của cô sau 6 năm vắng bóng màn ảnh nhỏ. Trong suốt thời gian phát sóng, phim đã nhận được hiệu ứng rất tốt từ khán giả và nó cũng trở thành phim truyền hình hay nhất của đài MBC trong năm 2016. Hai diễn viên chính cũng giành Giải thưởng Best Couple nhờ phản ứng hóa học bùng nổ ở cả trong và ngoài bộ phim.
Năm 2017,  Han Hyo Joo trở lại màn ảnh rộng trong bộ phim hành động được chuyển thể từ tiểu thuyết nổi tiếng của Nhật mang tên Golden Slumbers. Trong phim cô vào vai nữ chính Sun Young, một phóng viên dự báo thời tiết, bên cạnh nam chính là Kang Dong Won. Cũng trong năm 2017, cô tiếp tục đồng hành cùng với Kang Dong Won và Jung Woo Sung trong dự án bom tấn hành động, khoa học viễn tưởng Illang: The Wolf Brigade của đạo diễn nổi tiếng Kim Jee Woon. Bộ phim đánh dấu lần hợp tác thứ 2 giữa cô cùng hai nam tài tử nổi tiếng Kang Dong Won và Jung Woo Sung.
Năm 2019, cô tham gia dàn diễn viên chính của phim truyền hình Mỹ Treadstone, đây là dự án phim Hollywood đầu tiên mà nữ diễn viên tham gia. Bộ phim là phần phim ngoại truyện của loạt series nổi tiếng Bounce.
Năm 2020, Han Hyo Joo tham gia phim hành động Nhật Bản The Sun Does Not Move (Taiyō wa Ugokanai) của đạo diễn Eiichiro Hasumi, chuyển thể từ tiểu thuyết cùng tên. Trong phim, cô vào vai một điệp viên đi khắp thế giới để giải quyết nhiệm vụ.
Năm 2021, Han Hyo Joo tái xuất màn ảnh nhỏ xứ Hàn sau 5 năm với bộ phim truyền hình Happiness, đóng chính cùng diễn viên Park Hyung Sik. Bộ phim được đánh giá cao nhờ cách kể chuyện mới lạ kết hợp cùng thể loại phim zombie độc đáo trong bối cảnh bình thường mới sau đại dịch.
Cũng trong năm đó, Han Hyo Joo xác nhận tham gia bộ phim truyền hình Moving của Disney+, đóng chính cùng Jo In Sung, Ryu Seung Ryong và Cha Tae Hyun, lên sóng vào năm 2023. Đây là lần thứ 2 cô hợp tác cùng diễn viên Ryu Seung Ryong sau phim điện ảnh 12 triệu vé Hoàng Đế Giả Mạo (Masquerade).
Đầu năm 2022, Han Hyo Joo trở lại màn ảnh rộng với bộ phim điện ảnh The Pirates: The Last Royal Treasure trong vai Hae Rang - thủ lĩnh băng hải tặc, đóng cùng Kang Ha Neul, Lee Kwang Soo và Kwon Sang Woo. Ngoài ra, cô cũng xác nhận tham gia phim điện ảnh Believer 2 của đạo diễn Baek Jong Yeol, người đã từng hợp tác cùng cô trong bộ phim The Beauty Inside năm 2015. Bộ phim phát sóng trên Netflix.
Tháng 9 năm 2022, Han Hyo Joo xác nhận tham gia drama Blood Free / Dominant Species - tác phẩm mới của biên kịch Secret Forest Lee Soo Yeon, đóng cặp với tài tử Kingdom Joo Ji Hoon. Blood Free / Dominant Species đặt bối cảnh về một tương lai giả định, nơi 'Kỷ nguyên thịt nuôi cấy nhân tạo' xuất hiện và kết thúc việc săn giết động vật từ tự nhiên. Ở đó, tập đoàn công nghệ sinh học BF đang dẫn đầu và thống trị thị trường thực phẩm nhân tạo. Trong phim, cô sẽ vào vai người sáng lập kiêm CEO của BF Group, Yoon Ja Yoo.

## Ồn ào
Tháng 11 năm 2013, cơ quan Công tố Seoul buộc tội quản lý cũ của Han Hyo Joo tại công ty quản lý Fantom Entertainment với tội danh vu khống. Theo cảnh sát, quản lý cũ họ Lee đã gửi 16 bức ảnh của Han Hyo Joo và bạn trai cũ của cô ấy từ máy ảnh kĩ thuật số của Hyo Joo đến điện thoại của ông ta một cách trái phép. Sau đó Lee đe doạ sẽ phát tán ảnh trừ khi hắn và hai đồng phạm nhận được 400 triệu ₩. Các công tố viên nói rằng nhóm tống tiền tuyên bố có 16 ảnh chụp Hyo Joo cùng bạn trai. Cha của Han Hyo Joo đưa cho chúng 10 triệu ₩. Nhưng sau khi cha của Hyo Joo dò hỏi cô và được biết rằng cô chẳng làm điều gì có thể gây rắc rối, ông báo cảnh sát. Mọi chuyện được làm rõ ngay lập tức, các bị cáo bị cảnh sát truy tìm và bắt được nhưng trái với những gì họ tuyên bố, cảnh sát tiết lộ những kẻ âm mưu tống tiền chẳng sở hữu bất kỳ hình ảnh riêng tư nào của Hyo Joo. Công ty quản lý bấy giờ của Han Hyo Joo là BH Entertainment khẳng định cô không liên quan đến bất kì hành động sai trái nào và đe doạ sẽ dùng các biện pháp mạnh để xử lý vụ tống tiền.
Tháng 9 năm 2014, tin đồn em trai Han Hyo Joo bắt nạt một quân nhân khác trong khi đang thực hiện nghĩa vụ quân sự khiến người này phải tự sát lan truyền trên các mặt báo dù chưa từng được xác nhận bởi bất cứ bên nào. Ngoài ra, còn có tin đồn gia đình và công ty quản lý đã cố gắng dùng tiền để bao che tội lỗi cho em trai cô, cộng với việc cô từng là đại sứ thiện chí của Không Quân Hàn Quốc đã tạo nên làn sóng tẩy chay mạnh mẽ từ cư dân mạng Hàn Quốc. Trước áp lực của dư luận, hàng loạt công ty quảng cáo quyết định chấm dứt hợp đồng với Han Hyo Joo.

## Các phim tham gia

### Phim truyền hình
| Năm  | Tên tiếng Anh                     | Tên tiếng Việt                  | Vai diễn                     | Bạn diễn                                               | Vai trò   | Số tập | Kênh              | Ghi chú   |
| ---- | --------------------------------- | ------------------------------- | ---------------------------- | ------------------------------------------------------ | --------- | ------ | ----------------- | --------- |
| 2005 | Nonstop 5                         |                                 | Han Hyo Joo                  | Tablo, Lee Seung Gi, Goo Hye Sun                       | Vai chính | 50     | MBC               | sitcom    |
| 2006 | Spring Waltz                      | Điệu Valse Mùa Xuân             | Seo/Park Eun Young           | Seo Do Young, Daniel Henney                            | Vai chính | 20     | KBS2              |           |
| 2007 | Like Land and Sky                 | Như Trên Thiên Đường Và Mặt Đất | Suk Ji Soo                   | Park Hae Jin                                           | Vai chính | 165    | KBS1              |           |
| 2008 | Iljimae                           | Huyền Thoại Iljimae             | Eun Chae                     | Lee Joon Gi, Park Shi Hoo                              | Vai chính | 20     | SBS               |           |
| 2009 | Brilliant Legacy                  | Người Thừa Kế Sáng Giá          | Go Eun Sung                  | Lee Seung Gi, Bae Soo Bin, Moon Chae Won               | Vai chính | 28     | SBS               |           |
| 2009 | Soul Special                      |                                 | Jin Mi Ah                    | K.Will                                                 | Vai chính | 12     | KBS Joy           | Web Drama |
| 2010 | Dong Yi                           | Hoàng Cung Dậy Sóng / Đồng Y    | Choi Dong Yi (Thôi Thục Tần) | Ji Jin Hee, Lee So Yeon, Bae Soo Bin, Park Ha Sun      | Vai chính | 60     | MBC               |           |
| 2016 | W - Two Worlds                    | Hai Thế Giới                    | Oh Yeon Joo                  | Lee Jong Suk                                           | Vai chính | 16     | MBC               |           |
| 2019 | Treadstone                        | Đặc Vụ Ngầm                     | So Yun                       | Jeremy Irvine, Omar Metwally, Brian J. Smith           | Vai chính | 10     | USA Network       | Hollywood |
| 2021 | Drama World 2                     | Thế Giới Phim Ảnh 2             | Park So Yun                  | Ha Ji Won, Henry Lau, Liv Hewson, Sean Richard Dulake  | Cameo     | 13     | Lifetime Original | Tập 6     |
| 2021 | Happiness                         | Hạnh Phúc: Chung Cư Có Độc      | Yoon Sae Bom                 | Park Hyung Sik, Jo Woo Jin                             | Vai chính | 12     | tvN               |           |
| 2023 | Moving                            |                                 | Lee Mi Hyun                  | Jo In Sung, Ryu Seung Ryong, Cha Tae Hyun, Lee Jung Ha | Vai chính | 20     | Disney+           |           |
| TBA  | Blood Free / The Dominant Species |                                 | Yoon Ja Yoo                  | Joo Ji Hoon, Lee Hee Joon, Lee Moo Saeng               | Vai chính |        | Disney+           |           |

### Phim điện ảnh
| Năm  | Tên tiếng Anh                        | Tên tiếng Việt                        | Vai diễn               | Bạn diễn                                                                               | Vai trò   | Ghi chú      |
| ---- | ------------------------------------ | ------------------------------------- | ---------------------- | -------------------------------------------------------------------------------------- | --------- | ------------ |
| 2006 | My Boss, My Teacher                  | Đại Ca Tôi Đi Học 2                   | Yoo Mi Jung            | Jung Joon Ho                                                                           | Vai phụ   |              |
| 2006 | Ad-lib Night                         |                                       | Bo Kyung               | Kim Yeong Min                                                                          | Vai chính | Phim độc lập |
| 2008 | Ride Away                            | Xe Đạp Tình Yêu                       | Im Ha Jung             | Lee Yeong Hoon                                                                         | Vai chính | Phim độc lập |
| 2008 | My Dear Enemy                        | Kẻ Thù Đáng Yêu                       |                        |                                                                                        | Cameo     |              |
| 2009 | Heaven's Postman                     | Người Đưa Thư Đến Thiên Đường         | Jo Hana / Saki         | Kim Jae Joong                                                                          | Vai chính | Tele Cinema  |
| 2011 | Always                               | Chỉ Riêng Mình Em                     | Ha Jeong Hwa           | So Ji Sub                                                                              | Vai chính |              |
| 2012 | Masquerade                           | Hoàng Đế Giả Mạo                      | Hoàng Hậu              | Lee Byung Hun, Ryu Seung Ryong                                                         | Vai phụ   |              |
| 2012 | Love 911                             | Yêu Khẩn Cấp / Chuyện Tình 911        | Mi Soo                 | Go Soo                                                                                 | Vai chính |              |
| 2013 | Cold Eyes                            | Truy Lùng Siêu Trộm                   | Ha Yoon Joo            | Sol Kyung Gu, Jung Woo Sung, Lee Jun Ho                                                | Vai chính |              |
| 2014 | Miracle Devil Claus' Love and Magic  | Giáng Sinh Của Tiểu Yêu               | Soo Young              | Ikuta Toma, Masaki Aiba                                                                | Vai phụ   | Phim Nhật    |
| 2014 | Myohyangsangwan                      | Cảnh Từ Núi Myohyang                  | Oh Yeong Ran           | Go Soo                                                                                 | Vai chính | Phim ngắn    |
| 2015 | C'est Si Bon                         | Nàng Thơ Của Ngày Hôm Qua             | Min Ja Young (trẻ)     | Jung Woo, Kang Ha Neul                                                                 | Vai chính |              |
| 2015 | The Beauty Inside                    | Vẻ Đẹp Tâm Hồn / Người Yêu Tôi Là Ai? | Yi Soo                 | Park Seo Joon, Lee Jin Wook, Lee Dong Wook, Yoo Yeon Seok, Seo Kang Joon, Lee Hyun Woo | Vai chính |              |
| 2016 | Love, Lies                           | Tình Yêu, Giả Dối / Đời Nàng Ca Kỹ    | So Yul                 | Yoo Yeon Seok, Chun Woo Hee                                                            | Vai chính |              |
| 2018 | Golden Slumber                       | Giấc Mơ Hoàng Kim                     | Sun Young              | Kang Dong Won, Kim Sung Kyun, Kim Dae Myung, Yoon Kye Sang                             | Vai phụ   |              |
| 2018 | Illang: The Wolf Brigade             | Lữ Đoàn Sói                           | Lee Yoon Hee           | Kang Dong Won, Jung Woo Sung, Choi Min Ho                                              | Vai chính |              |
| 2021 | The Sun Does Not Move                | Mặt Trời Không Dịch Chuyển            | Ayako                  | Fujiwara Tatsuya, Takeuchi Ryoma, Byun Yo Han                                          | Vai phụ   | Phim Nhật    |
| 2022 | The Pirates: The Last Royal Treasure | Hải Tặc: Kho Báu Hoàng Gia Cuối Cùng  | Hae Rang               | Kang Ha Neul, Lee Kwang Soo, Kwon Sang Woo                                             | Vai chính |              |
| 2022 | 20th Century Girl                    | Cô gái thế kỷ 20                      | Na Bora (trưởng thành) | Kim Yoo Jung, Byun Woo Seok, Ong Seong Wu                                              | Vai phụ   |              |
| 2023 | Believer 2                           |                                       | Big Knife              | Jo Jin Woong, Cha Seung Won, Oh Seung Hoon                                             | Vai phụ   |              |

### Video ca nhạc
| Năm  | Bài hát                                  | Nghệ sĩ                              |
| ---- | ---------------------------------------- | ------------------------------------ |
| 2004 | "I Love You"                             | Simply Sunday                        |
| 2005 | "You Just Being in This World"           | Position                             |
| 2005 | "Paris"                                  | Epik High                            |
| 2006 | "Farewell is..."                         | U                                    |
| 2006 | "Tree"                                   | Kwon Jin Won                         |
| 2009 | "They Are Men"                           | Lee Woo Sang                         |
| 2009 | "Because I Couldn't Say that I Love You" | K.Will                               |
| 2009 | "Are You Serious?"                       | Rumble Fish                          |
| 2010 | "Don't You Know"                         | Han Hyo Joo feat. No Reply           |
| 2012 | "I Choose to Love You"                   | Hyorin                               |
| 2012 | "I Love You"                             | Han Hyo Joo feat. Sweet Sorrow       |
| 2012 | "Hide and Seek"                          | Han Hyo Joo feat. Broccoli, You Too? |

### Chương trình
| Năm       | Chương trình                      | Kênh    | Ghi chú                              |
| --------- | --------------------------------- | ------- | ------------------------------------ |
| 2005      | Love Letter                       | SBS     | Guest - Episodes 26-27, 30-31, 34-35 |
| 2005      | X-Man                             | SBS     | Guest - Episodes 110-111, 114-115    |
| 2005-2006 | Popular Song                      | SBS     | MC                                   |
| 2006      | Come To Play                      | MBC     | Guest - Episode 82                   |
| 2007      | Golden Fishery                    | MBC     | Guest - Episode 27                   |
| 2007      | Are You Ready                     | KBS2    | Guest - Episode 1                    |
| 2007      | Ya Shim Man Man                   | SBS     | Guest - Episode 204                  |
| 2008      | Park Kyung-lim's Wonderful Outing | MBC     | Guest - Episode 24                   |
| 2008      | Star N The City                   | XTM     | Road Trip to USA                     |
| 2009      | Ya Shim Man Man                   | SBS     | Guest - Brilliant Legacy Special     |
| 2009      | Girls on Top Season 2             | SBS MTV | Guest                                |
| 2009      | Sunday Sunday Night - Danbi       | MBC     | Guest - Episode 3                    |
| 2010      | You Hee Yeol's Sketchbook         | KBS2    | Guest - Episode 71                   |
| 2012      | Running Man                       | SBS     | Guest - Episodes 123-124             |
| 2012      | Cultwo Show                       | SBS     | Guest - Episode 828                  |
| 2013      | Running Man                       | SBS     | Guest - Episodes 151-152             |
| 2016      | 2 Days & 1 Night Season 3         | KBS2    | Guest - Episodes 118-120             |
| 2020      | Hometown Flex                     | tvN     | Guest - Episodes 5-6                 |
| 2021      | The Game Caterers                 | Youtube | Guest - Episodes 10-12               |
| 2021      | House on Wheels: For Rent         | tvN     | Main Cast - Episodes 1-3             |
| 2022      | The Game Caterers 2               | Youtube | Guest - Episodes 10-12               |
| 2022      | Unexpected Business 2             | tvN     | Guest - Episodes 11-12               |
| 2022      | Human Table                       | Youtube | Guest - Episode 10                   |
| 2023      | Just An Excuse                    | Youtube | Guest - Episode 26                   |
| 2023      | Unexpected Business 3             | tvN     | Guest                                |

## Đĩa hát
| Năm  | Bài hát                               | Nghệ sĩ                                            | Album                             |
| ---- | ------------------------------------- | -------------------------------------------------- | --------------------------------- |
| 2005 | "It's the First Time"                 | Han Hyo Joo                                        | Nonstop 5 OST                     |
| 2008 | "Ride Away"                           | Han Hyo Joo                                        | Ride Away OST                     |
| 2009 | "Sudden Burst of Tears"               | Gan-D feat. Han Hyo Joo                            | Soul Special OST                  |
| 2009 | "바람이 불어... 널 이별해 (Prologue)" | Narration by Han Hyo Joo                           | Love Tonic                        |
| 2010 | "Oh Seoul"                            | My-Q feat. Han Hyo Joo                             | For This, I Was Born              |
| 2010 | "Don't You Know"                      | No Reply feat. Han Hyo Joo                         | Grand Mint Festival 2010          |
| 2011 | "You"                                 | Brown Eyed Soul feat. Han Hyo Joo                  | Brown Eyed Soul                   |
| 2011 | "8 A.M."                              | My-Q feat. Han Hyo Joo                             | Ready For The World               |
| 2011 | "Alone in Love"                       | Lee Seung Gi feat. Ra.D (narration by Han Hyo Joo) |                                   |
| 2012 | "I Love You"                          | Han Hyo Joo feat. Sweet Sorrow                     | LG Su:m37 5th Anniversary CF song |
| 2012 | "Hide and Seek"                       | Han Hyo Joo feat. Broccoli, You Too?               |                                   |
| 2015 | "Let us forget"                       | Han Hyo Joo                                        | C'est Si Bon OST                  |
| 2015 | "I'll Give It All To You"             | Han Hyo Joo feat. Jung Woo                         | C'est Si Bon OST                  |
| 2016 | "Love, Lies"                          | Han Hyo Joo                                        | Love, Lies OST                    |
| 2016 | "Spring lady"                         | Han Hyo Joo feat. Chun Woo Hee                     | Love, Lies OST                    |

## Quảng cáo
| Năm  | Sản phẩm                                             | Ghi chú                                |
| ---- | ---------------------------------------------------- | -------------------------------------- |
| 2005 | Anti-Smoking campaign                                |                                        |
| 2005 | Hangame                                              |                                        |
| 2005 | Pizza Hut                                            | with Lee Yeon Hee                      |
| 2005 | Crencia (2005-2006)                                  | with Jo In Sung                        |
| 2005 | CYOU Soju (2005-2006)                                |                                        |
| 2006 | Ensure Traffic Order campaign                        |                                        |
| 2006 | Green Time Green Tea                                 | with Joo Ji Hoon                       |
| 2006 | Enprani Cosmetics (2006-2007)                        |                                        |
| 2008 | Maxim Coffee                                         | with Jo In Sung                        |
| 2008 | Korean Air                                           |                                        |
| 2008 | Samchuly (2008-2011)                                 |                                        |
| 2009 | Save the Penguins campaign                           |                                        |
| 2009 | Sweetest Love campaign by Vogue Korea                |                                        |
| 2009 | Nongshim Natural Snacks                              |                                        |
| 2009 | Cello                                                |                                        |
| 2009 | Kia Soul                                             |                                        |
| 2009 | Baskin-Robbins                                       |                                        |
| 2009 | Samsung Camera VLUU series                           |                                        |
| 2009 | Lacoste                                              |                                        |
| 2009 | verygoodtour.com (2009-2010)                         |                                        |
| 2009 | Jambangee Jeans (2009-2010)                          | with Chung Lim (2009) and 2AM (2010)   |
| 2009 | LG Su:m37 (2009-2015)                                |                                        |
| 2009 | Viki Numerous (2009-2014)                            |                                        |
| 2010 | Grand Mint Festival Lady                             |                                        |
| 2010 | Yoplait Yogurt                                       |                                        |
| 2010 | Mr. Pizza (2010-2011)                                |                                        |
| 2010 | Lotte Card (2010-2012)                               |                                        |
| 2010 | Samsung NX series (2010-2012)                        |                                        |
| 2011 | HEAD Sports                                          | with Park Yu Hwan                      |
| 2011 | LOVCAT Paris                                         |                                        |
| 2011 | LOVCAT Bijoux                                        |                                        |
| 2011 | Xylitol                                              |                                        |
| 2011 | Samsung Mirror Pop MV800 (2011-2012)                 | with Lee Je Hoon                       |
| 2012 | Korea Cable TV Association (KCTA) - Digital Cable TV | with Yang Joon Hyuk and Choi Hyo Jong  |
| 2012 | Oksusu Corn Silk Tea                                 |                                        |
| 2012 | Black Yak (2012-2014)                                | with Jo In Sung                        |
| 2013 | Acuvue (2013-2014)                                   | with Song Joong Ki                     |
| 2013 | Daum Communications - 'Art and Shake' application    |                                        |
| 2013 | Good Downloader campaign                             |                                        |
| 2014 | Givenchy eyewear                                     |                                        |
| 2014 | Hankook Tire (2014-2015)                             |                                        |
| 2014 | SSG.com                                              | with Lee Byung Hun and Ryu Seung Ryong |
| 2015 | LG Sooryehan                                         |                                        |
| 2016 | LG The Saga of 秀                                    |                                        |
| 2016 | Daebang Construction                                 |                                        |
| 2016 | Zishen                                               | with Ha Seok Jin                       |
| 2016 | Lipault                                              |                                        |
| 2016 | LG ReEn Hair Care                                    |                                        |
| 2016 | Folli Follie                                         |                                        |
| 2017 | Zishen                                               | with Ha Seok Jin                       |
| 2017 | Lipault                                              |                                        |
| 2017 | Basic House                                          |                                        |
| 2017 | Daebang Construction                                 |                                        |
| 2017 | LG Dr. Groot Hair Care                               |                                        |
| 2017 | THINE (mobile game)                                  | with Kim Ok Bin                        |
| 2018 | Zishen                                               | with Ha Seok Jin                       |
| 2018 | Lipault                                              |                                        |
| 2018 | Shinsegae Duty Free                                  | with Park Seo Joon                     |
| 2018 | Daebang Construction                                 |                                        |
| 2018 | Jeju Special Self-Governing Province                 |                                        |
| 2019 | JM Solution                                          | with Lee Byung Hun, Kim Go Eun         |
| 2019 | Daebang Construction                                 |                                        |
| 2020 | Daebang Construction                                 |                                        |
| 2021 | FromBIO                                              | with Lee Byung Hun, Kim Go Eun         |
| 2021 | Daebang Construction                                 |                                        |
| 2022 | Mojo.s.phine                                         |                                        |
| 2022 | Dear Dahlia                                          |                                        |
| 2022 | Daebang Construction                                 |                                        |

## Giải thưởng và đề cử
| Năm  | Giải thưởng                                                     | Hạng mục                                              | Tác phẩm          | Kết quả   |
| ---- | --------------------------------------------------------------- | ----------------------------------------------------- | ----------------- | --------- |
| 2003 | 9th Miss Binggrae Smile Pageant                                 | Grand Prize                                           | —                 | Đoạt giải |
| 2006 | 26th Korean Association of Film Critics Awards                  | Best New Actress                                      | Ad-lib Night      | Đoạt giải |
| 2006 | KBS Drama Awards                                                | Best New Actress                                      | Spring Waltz      | Đề cử     |
| 2007 | 20th Singapore International Film Festival                      | Best Actress                                          | Ad-lib Night      | Đoạt giải |
| 2007 | 24th Korea Best Dresser Swan Awards                             | Best Dresser                                          | —                 | Đoạt giải |
| 2007 | KBS Drama Awards                                                | Best Couple Award with Park Hae Jin                   | Like Land and Sky | Đoạt giải |
| 2007 | KBS Drama Awards                                                | Popular Star Award                                    | Like Land and Sky | Đoạt giải |
| 2007 | KBS Drama Awards                                                | Best New Actress                                      | Like Land and Sky | Đề cử     |
| 2007 | KBS Drama Awards                                                | Excellence Award, Actress in a Daily Drama            | Like Land and Sky | Đề cử     |
| 2008 | 1st Korea Jewelry Awards                                        | Pearl Award                                           | —                 | Đoạt giải |
| 2008 | SBS Drama Awards                                                | New Star Award                                        | Iljimae           | Đoạt giải |
| 2009 | 45th Baeksang Arts Awards                                       | Most Popular Actress (TV)                             | Iljimae           | Đề cử     |
| 2009 | 4th Andre Kim Best Star Awards                                  | Star Award                                            | —                 | Đoạt giải |
| 2009 | 3rd Mnet 20's Choice Awards                                     | Hot Female Drama Star                                 | Brilliant Legacy  | Đoạt giải |
| 2009 | SBS Drama Awards                                                | Best Couple Award with Lee Seung Gi                   | Brilliant Legacy  | Đoạt giải |
| 2009 | SBS Drama Awards                                                | Top 10 Stars                                          | Brilliant Legacy  | Đoạt giải |
| 2009 | SBS Drama Awards                                                | Excellence Award, Actress in a Special Planning Drama | Brilliant Legacy  | Đoạt giải |
| 2010 | 46th Baeksang Arts Awards                                       | Best Actress (TV)                                     | Brilliant Legacy  | Đề cử     |
| 2010 | 5th Seoul International Drama Awards                            | Outstanding Korean Actress                            | Brilliant Legacy  | Đoạt giải |
| 2010 | 3rd Korea Drama Awards                                          | Best Actress                                          | Dong Yi           | Đoạt giải |
| 2010 | MBC Drama Awards                                                | Popular Star Award                                    | Dong Yi           | Đoạt giải |
| 2010 | MBC Drama Awards                                                | Top Excellence Award, Actress                         | Dong Yi           | Đề cử     |
| 2010 | MBC Drama Awards                                                | Daesang (Grand Prize)                                 | Dong Yi           | Đoạt giải |
| 2011 | 1st Hong Kong Cable TV Awards                                   | Best Actress                                          | Dong Yi           | Đoạt giải |
| 2011 | 47th Baeksang Arts Awards                                       | Best Actress (TV)                                     | Dong Yi           | Đoạt giải |
| 2011 | 45th Taxpayers' Day (given by Ministry of Strategy and Finance) | Presidential Commendation as Honest Taxpayer          | —                 | Đoạt giải |
| 2012 | CETV Asia's Top 10 Popular Star Awards                          | Hallyu Star Prize                                     | —                 | Đoạt giải |
| 2013 | 49th Baeksang Arts Awards                                       | Best Actress (Film)                                   | Love 911          | Đề cử     |
| 2013 | 49th Baeksang Arts Awards                                       | Most Popular Actress (Film)                           | Masquerade        | Đề cử     |
| 2013 | 22nd Buil Film Awards                                           | Best Actress                                          | Cold Eyes         | Đoạt giải |
| 2013 | 6th Style Icon Awards                                           | Style Icon                                            | —                 | Đề cử     |
| 2013 | 33rd Korean Association of Film Critics Awards                  | Best Actress                                          | Cold Eyes         | Đề cử     |
| 2013 | 34th Blue Dragon Film Awards                                    | Best Actress                                          | Cold Eyes         | Đoạt giải |
| 2014 | 8th Asian Film Awards                                           | Best Actress                                          | Cold Eyes         | Đề cử     |
| 2014 | 50th Baeksang Arts Awards                                       | Most Popular Actress (Film)                           | Cold Eyes         | Đề cử     |
| 2015 | 52nd Grand Bell Awards                                          | Best Actress                                          | The Beauty Inside | Đề cử     |
| 2015 | 36th Blue Dragon Film Awards                                    | Best Actress                                          | The Beauty Inside | Đề cử     |
| 2015 | Korean Film Actor's Association Awards                          | Top Star Award                                        | The Beauty Inside | Đoạt giải |
| 2016 | 11th Max Movie Awards                                           | Best Actress                                          | The Beauty Inside | Đề cử     |
| 2016 | 52nd Baeksang Arts Awards                                       | Best Actress (Film)                                   | The Beauty Inside | Đề cử     |
| 2016 | 52nd Baeksang Arts Awards                                       | Most Popular Actress (Film)                           | The Beauty Inside | Đề cử     |
| 2016 | 25th Buil Film Awards                                           | Best Actress                                          | The Beauty Inside | Đề cử     |
| 2016 | 5th APAN Star Awards                                            | Daesang (Grand Prize)                                 | W                 | Đề cử     |
| 2016 | 5th APAN Star Awards                                            | Best Actress in a miniseries (top excellence award)   | W                 | Đoạt giải |
| 2016 | 5th APAN Star Awards                                            | Best Couple Award with Lee Jong Suk                   | W                 | Đề cử     |
| 2016 | 4th BIFF with Marie Claire Asia Star Awards                     | Asia Star Award                                       | Love, Lies        | Đoạt giải |
| 2016 | 1st Asia Artist Awards                                          | Best Artist Award, Actress                            | W                 | Đề cử     |
| 2016 | MBC Drama Awards                                                | Daesang (Grand Prize)                                 | W                 | Đề cử     |
| 2016 | MBC Drama Awards                                                | Top Excellence Award, Actress in a Miniseries         | W                 | Đoạt giải |
| 2016 | MBC Drama Awards                                                | Best Couple Award with Lee Jong Suk                   | W                 | Đoạt giải |
| 2017 | 53th Baeksang Arts Awards                                       | Most Popular Actress (TV)                             | W                 | Đề cử     |
| 2022 | 1st Blue Dragon Series Awards                                   | Best Actress                                          | Happiness         | Đề cử     |
| 2022 | 1st Blue Dragon Series Awards                                   | Popular Star Award                                    | Happiness         | Đoạt giải |